# Rio Cheyenne
O rio Cheyenne (em inglês:  Cheyenne River) é um rio dos Estados Unidos situado na parte oriental do Wyoming, e que corre para nordeste ao longo de 848 km para se unir ao rio Missouri no centro do Dakota do Sul.
A barragem de Angostura faz parte do projeto de irrigação da bacia do Missouri e fica neste rio, perto de Hot Springs.